# عائشة الغيص
عائِشَة الغَّيص، شاعرة و قاصة إماراتية وباحثة في التراث.

## النشأة
وُلدت في منطقة المعيريض في إمارة رأس الخيمة بدولة الإمارات.

## سيرتها
- -تخرجت من جامعة الإمارات العربية المتحدة. بكالوريوس تربية وآداب من جامعة الإمارات حاصلة على ماجستير أدب ونقد من جامعة الوصل عن رسالتها: (أسلوبية الأدب القيادي الشعر الإماراتي أنموذجا).
- عملت قاصة وباحثة وأديبة إماراتية، حائزة على العديد من الجوائز الثقافية والأدبية والتربوية والبحثية و التطوعية على المستوى المحلي وعلى مستوى الوطن العربي منها جائزة خليفة للتميز التربوي وجائزة حمدان بن راشد للأداء التربوي المتميز معلم فائق التميز وجائزة الشارقة للتميز التربوي، وجائزة رأس الخيمة للتميز وجائزة المرأة الإماراتية فرع القصة وجائزة وزارة الثقافة والشباب فرع القصة وجائزة مليحة الأدبية فرع القصة 2019 و جائزة العويس للآداب مجال البحوث 2019 و وصل كتابها ( الأشكال التعبيرية للأمثال الشعبية) للقائمة الطويلة في جائزة راشد بن حميد الشرقي للإبداع، وجائزة وزارة الثقافة والشباب وتنمية المجتمع فرع القصة 2015، وعلى المستوى العربي جائزة حمدان راشد للأداء التعليمي فئة البحوث التطبيقية، 2020 وجائزة خليفة التربوية فئة إبداعات تربوية 2019.
- ولها مجموعتين قصصيتين تعالج القضايا الاجتماعية والأسرية منها: (نسخة لا تشبهني) ومجموعة (السر الدفين) دواوين شعرية منها (ذاكرة البحر) الصادر عن اتحاد كتاب الإمارات 2010 و (حنين المواسم).
- كما لها اهتمام في مجال التراث منها: (دانات من الإمارات) 2008 عن أكاديمية الشعر بأبوظبي، ولها العديد من الإصدارات.
- في مجال الأدب الطفل منها: (الرطب وتباشر القيظ) 2020 (كيف انتصرت ريم) 2020 (من كسر فرشاتي) (ليس السر في القبعة) (الغيمة ديمة في ليوا) (الطاووس مرمر والغراب الأغبر) 2019 و(للنخلة حكاية) 2015 (أم خلفان وخرافها) 2019.

## حياتها العملية
- تشغل حاليا اختصاصي أول بوزارة التربية والتعليم وعضو منتدب للمركز التربوي للغة العربية بدول الخليج.
- عضو مجلس أمناء جائزة رأس الخيمة للفتاة المثالية ورئيسة اللجنة الإعلامية والثقافية.
- عضو مجلس أمهات منطقة رأس الخيمة التعليمية.[2][3][4]
- شاركت في لجان التحكيم في عدد من الجوائز التربوية.
- عملت عضو تحرير مجلة (رؤى التربوية).
- نشرت العديد من المقالات الأدبية[5] والتراثية في المجلات والصحف كصحيفة الرؤية ومجلة نخيل ومجلة بلدية رأس الخيمة ومجلة الموروث.
- كتبت العديد من المسرحيات الوطنية منها أوبريت ( وطن شامخ بين الأوطان).
- عضو اتحاد كتاب الإمارات وعضو ندوة الثقافة والعلوم – عضو لجنة المكتبة والنشر عضو جمعية حماية اللغة العربية.

- عضو اتحاد كتاب الإمارات
- عضو ندوة الثقافة والعلوم لجنة المكتبة والنشر
- عضو جمعية حماية اللغة العربية
- عضو مجلس أمناء جائزة رأس الخيمة للفتاة المثالية
- عضو جمعية متطوعي الإمارات .
- عضو جمعية نهضة المرأة

## إصاداراتها الأدبية

### مجموعات قصصية
- (نسخة لا تشبهني) (2011).
- (السر الدفين) (2011).

### دواوين شعر
- ديوان (ذاكرة البحر) (2010).[6][7]
- ديوان شعر (حنين المواسم).

### التراث الشعبي
- (دانات من الإمارات) (2008).[8][9][10]
- الفصيح في الأمثال الإماراتية: الجزء الأول (2020).
- الحكايات الشعبية للأمثال الإماراتية: الجزء الأول (2021).
- أنثروبولوجية الحكاية الشعبية الإماراتية: دراسة لنماذج من التراث الحكائي في الإمارات (2021).
- معجم الكنايات الشعبية الإماراتية (2021).
- براعة الإستهلال في الشعر النبطي الإماراتي: دراسة فنية جمالية (2022).
- المعاني البلاغية لأساليب الأمر والنهي في الأمثال الإماراتية: دراسة تحليلية بلاغية (2022).
- معجم الدخيل في العامية الإماراتية (2022).
- الطير والدواب في الأمثال الإماراتية. (2022).
- رمزية الطير في الشعر النبطي الإماراتي: دراسة فنية جمالية (2022).
- أسلوبية الأدب القيادي: الشعر الإماراتي أنموذجاً (2022).[11]

### أدب الطفل
- القمري العجيب (2016).
- الحنظل العنيد (2016).
- الصياد وسمكة الباربر (2016).
- وللنخلة حكاية (2016).
- الغيمة ديمة في ليوا.
- هكذا تبنى الأوطان (2019).
- فراشة السعادة (2019).
- شمعة وقلم هكذا تبنى الأوطان.
- النحلة عسولة.
- أم خلفان وخرافها (2019).
- الرطب تباشير القيظ (2020).
- ليس السر في القبعة.
- علمتني النجوم (2020).
- العمة سلامة ودجاجاتها.
- البطة شهرمان الأكول.
- الطاووس مرمر والغراب الأغبر.
- علجوم الطماع.
- ما أطيب اللقيمات (2020).
- الجمل كحيل (2020).
- ماذا رسمت هند؟ (2020).
- خضيراء وأحلامها الكبيرة (2021).
- عوشة بنت خليفة السويدي: سلسلة شخصيات إماراتية خالدة (2021).
- مروان ومسبار الأمل (2021).
- سلمى سالم الشرهان أول ممرضة إماراتية (2021).
- أكلات عوشة في رمضان (2021).
- عوشانة والذئب: قصة من التراث الإماراتي (2021).
- ظبية وسر المفتاح (2021).
- الثعلب والعملاق الصغير (2021).
- سعيد بن راشد بن عتيج الهاملي: سلسلة شخصيات إماراتية خالدة (2021).
- حمارة القايلة: قصة مستوحاة من التراث الشعبي الإماراتي (2021).
- بقرة شموس الحلوب (2021).
- بسمة والعام الجديد (2021).
- بدور وسرب الطيور (2021).
- كتاب رسائل إلى امرأة تسكن الجنة تحت قدميها
- ألم تسمع قول المثل ؟ (2021).
- الراعية والنمر (2021).
- زروقة الحكيمة (2021).
- طائر أبو الحناء يتعلم مهنة الجدات (2021).
- الماجدي بن ظاهر: سلسلة شخصيات إماراتية خالدة (2022).
- وطني الأغلى (2022).[12]

## جوائزها
نالت القاصة عائشة الغيص العديد من الجوائز التربوية والأدبية و التطوعية والبحثية.
حيث نالت جائزة حمدان للأداء التعليمي المتميز، فئة المعلم المتميز، وكانت الانطلاقة الأولى لها نحو الجوائز واليوم تحمل الغيص 20 جائزة متنوعة بين الجوائز التربوية والأدبية و التطوعية ففي مجال الجوائز التربوية حاصلة على جائزة خليفة التربوية -المجال التربوي. فئة المعلم المتميز و جائزة الشارقة للتفوق والتميز التربوي فئة المعلم المتميز وجائزة حمدان بن راشد للأداء التعليمي المتميز فئة معلم فائق التميز جائزة رأس الخيمة للإبداع والتميز التعليمي -الــمــعــلــم الـمـتـمـيــز.
- وفي مجال الجوائز الأدبية

كرمت من قبل الشيخ منصور بن زايد آل نهيان لحصولها على جائزة خليفة التربوية فئة إبداعات تربوية في مجال التأليف التربوي للطفل عن سلسلة قصصية بعنوان اصنع حياتك وحازت على جائزة مليحة الأدبية بدورتها الأولى – عن قصة «مغامرات هند وهتان. ونالت جائزة المرأة الإماراتية في الآداب فرع القصة عن مجموعة السر الدفين كما فازت بجائزة القصة القصيرة للطفال بوزارة الثقافة وتنمية المعرفة عن مجموعتها القصصية وللنخلة حكاية / القمري العجيب – الحنظل العنيد –سمكة البابرا
- وفي مجال الجوائز التطوعية حصلت على جائزة الشارقة للعمل التطوعي في المجال الاجتماعي في دورتها الثانية والثامنة
- و في مجال جوائز البحوث التربوية والدراسات التطبيقية

حصلت على جائزة حمدان بن راشد آل مكتوم للأداء التعليمي المتميز في دورتها 22 عام 2020 على مستوى الوطن العربي عن بحثها البحث أثر تحدي القراءة العربي في تنمية الفهم القرائي لدى الطلبة المشاركين في دولة الإمارات العربية المتحدة 2020.
ونالت جائزة العويس للإبداع فئة البحوث عن بحثها أثر إجراء البحوث التطبيقية في رفع وتطوير كفايات الهيئة الإدارية والتدريسية.
وجائزة رأس الخيمة للتميز التعليمي فئة البحوث التطبيقية المركز الأول عن بحثها أثر منهج التربية الأخلاقية في تعزيز المسؤولية الاجتماعية من وجهة نظر الهيئة التدريسية لدى طلاب الحلقة الثانية مدارس رأس الخيمة إنموذجا 2018.

## من شعرها
- على خد الليل
- وفم النهار
- بين رائحة الزهر الذي يشبهك
- وهمهمات المطر المتيسر
- سأكتبك
- وبين كف الشمس
- وجفن القمر
- سأكتبك يا وطني
- قصيدة تضيق بها القواميس
- وتهزم سلاطين العرافين
- فإليك وحدك الانتماء
- استدارات وطن
- على خد الليل
- وفم النهار
- بين رائحة الزهر الذي يشبهك
- وهمهمات المطر المتيسر
- سأكتبك
- وبين كف الشمس
- وجفن القمر
- سأكتبك يا وطني
- قصيدة تضيق بها القواميس
- وتهزم سلاطين العرافين
- فإليك وحدك الانتماء

- مقتطف من الشعر:
```
"" بلهفة أَنَا
```

مَازَال يسكنني الحنَيْن

```
أقتاتُ الصبرَ
```

و احْتَضَن فُتَات أَمَل مخْضَرّ

```
عَلَى كَف الْفَرَح
```

أطير

```
حَامِلِه بَقَايَا ذِكْرَيَات وصُوَر
```

خُطَاي لَن يَقْتُلُهَا الْأَنِين

```
الكاحل الْمِسْوَر بِالْقيُود
```

يتوثب . . مُتَجَاوِزَا الْحدود

```
كَيْف نَحْوَك لَا أَسِير..
```

و أَنت وَطَن العَاشِقَيْن ""